# ノア・ウェブスター
ノア・ウェブスター・ジュニア（Noah Webster Jr., 1758年10月16日 - 1843年5月28日）は、アメリカの辞書編纂者、教科書編集者、綴り字改革運動家、政治評論家、編集者、著述家。ウェブスターが著した綴字教本、通称『ブルーバックド・スペラー』は、およそ一世紀の間、アメリカの子女に読み書きを教えるのに用いられた。史上初の本格的米語辞書『アメリカ語辞典』（1828年初版）の編纂者であり、アメリカで単に「ウェブスター」といえば「辞書」と同義である。

## 伝記

### 生い立ち

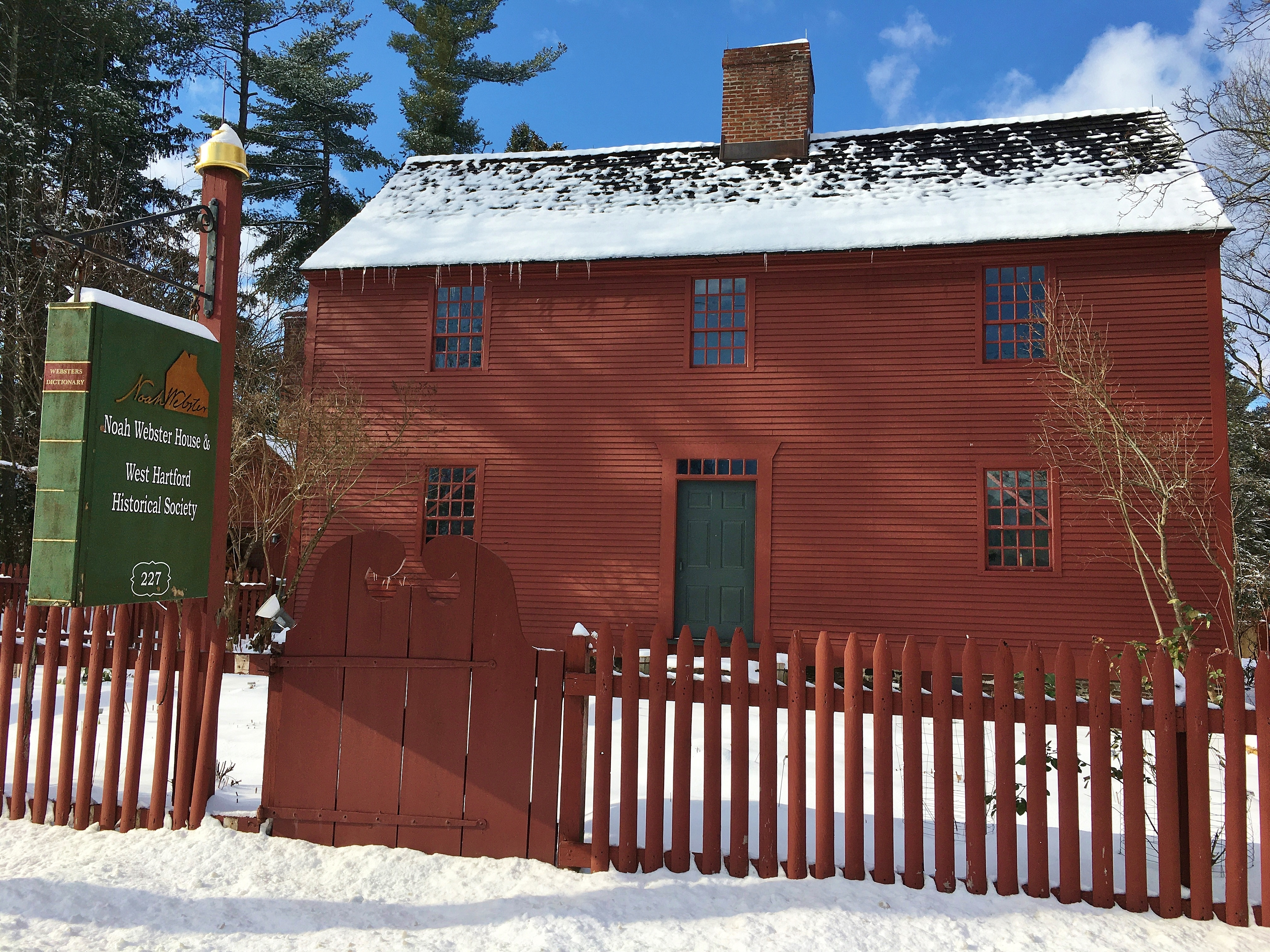
国定歴史建造物ノア・ウェブスター・ハウス。ノア・ウェブスターの生家。ウェブスターの個人史とウエスト・ハートフォード郷土史の資料館となっている。

ノア・ウェブスター・ジュニアは、1758年10月16日、ハートフォードの西部地区（後のウエストハートフォード）の良家に生まれた。父ノア・シニア（1722年 - 1813年）、母マーシー（1727年 - 1794年）の第4子。父ノアは農業を主として営んでいたが、地区の会衆派教会の助祭、独立戦争時は自警軍の隊長を務め、地区の読書会（のちに公共図書館の母体となる）の呼びかけ人でもあった。アメリカの独立後、治安判事に任命されている。
父ノアは大学に籍を置いたことはなかったが、知的好奇心を有し、教育を重視した。母マーシーは子供たちの教育に時間を注ぎ、言葉の綴り方、数学、音楽を教えた。6才になったウェブスターは、ウエストハートフォードの教会が運営する、教室が一つきりの老朽化した学校に通い始めた。後年、そこの教師たちを「人間として小さい」と述懐、指導内容が主として宗教的なものであったことに不満を表した。ウェブスターのここでの経験は、将来世代が経験するであろう教育を改善しなければならないという動機となった。
14才になると、教会の牧師はウェブスターをイェール・カレッジに入学させるためのラテン語と古代ギリシア語の教授を始めた。ウェブスターは16才の誕生日の直前にイェールに入学し、最終学年を学長エズラ・スタイルズの元で学んだ。ウェブスターがイェールで学んだ4年はアメリカ独立戦争と時期が重なっており、食料の不足とイギリス軍の侵攻の恐れから、授業の多くを他の町で行わざるをえなかった。
ウェブスターは1779年にイェールを卒業したが、その語の進路の準備を何もしていなかった。父ノア・シニアは息子の学費のために農場を抵当に入れていたが、大学卒業後も生活力を身につけることができない息子に対して勘当同然の措置をとり、これがノア・ジュニアに強い挫折感を味合わせた。その後グラストンベリーの学校で短期間教師を務めたが、仕事の厳しさと給料の安さからこれをやめた。続いて最高裁判所長官オリバー・エルスワースの元で法学を学びながらハートフォードでフルタイムの教師を務めた――が、これは無理が多く、最終的に断念した。ウェブスターは一年で法律の勉強を止め、うつ状態になったが、1780年にふたたび法学の習得を志し、リッチフィールドの弁護士タッピング・リーヴの私塾に通って1781年4月に司法試験に合格した。しかし戦争がまだ続いていたため、法律家としての仕事を得ることができなかった。

### 教育者として
1781年春、コネチカットの西部に小規模な私立学校を開き、軌道に乗せることに成功した。またこの間、ウェブスターはイェールの卒業生向けの制度を利用して修士号を取得している。しかし、この時期に失恋したためであろうか、ウェブスターは間もなくその学校を閉めて町を去った。
このころ、ジョン・ピーター・テタードという牧師から、フランス語とフランス啓蒙思想を学び、特にジャン＝ジャック・ルソーの『社会契約論』『エミール、または教育について』の影響を強く受けた。1781年のヨークタウンの戦いで独立戦争が実質的に終結し、アメリカ国内の関心がそれまで棚上げされていた政治や社会の問題へと向かったころ、それらについてウェブスターはラディカルなビジョンを持っていた。
1782年、ウェブスターははじめて公の政治評論の場に意見を投じる。当時ニューヨークやフィラデルフィアのホイッグ党は、フランスとの協調を断ってイギリス本国との関係を修復せよという主張を盛んにしていたが、ウェブスターはニュー・イングランド規模の有力紙である『ニューヨーク・パケット』紙に寄せた論説でこれを退け、ヨーロッパ諸国に対してアメリカの独立性を保つことの意義を強調した。しかしこの時点でのウェブスターによる主張は、ウェブスターのいう意義をいかにして形にするかというプランを伴ってはいなかった。
その後ニューヨーク州ゴーシェンの富裕層の子弟を対象とする私立学校を始めた。学校の経営は苦しく、法律家としての仕事も見つけることができなかった。そしてついにウェブスターは、既存の英語の教科書に対する不満からまったく新しい教科書を書こうと思い立つ。このとき、イェール時代からの友人の一人で新鋭の作家であったジョエル・バーロウは、ウェブスターの企画を強く支持しつつ、海賊版が横行する未来についても警告した。当時のアメリカではどの州にも著作権法が存在していなかった。ウェブスターは連邦各州での著作権法の成立を目指して活動した。1783年、コネチカット州において著作権法が成立したのに合わせ、ウェブスターは『英語文法の原理』と題した三部から成る英語教科書の第一部、スペラーの出版を開始した。スペラーの初版5,000部は一年を待たずに完売したと伝えられている。のちに『ブルーバックド・スペラー』と通称されるこの教科書からの収益は、ウェブスターが名高い辞書を書き上げるのに要した長い年月を支えることになる。（→教科書『英語文法の原理』）
教科書執筆に並行して、ウェブスターは講演や手紙を通じて各州の議会に著作権法の成立を働きかけた。1785年に第三部リーダーを刊行したのち、教科書の営業と各州における著作権法の成立の推進をかねて南部を旅した。この旅行中に、ジョージ・ワシントン、ジェイムズ・マディソン、ジョン・アダムズ、トマス・ペイン、ベンジャミン・フランクリンなどといった有力者たちの知遇を得ている。著作権法は1786年までに合衆国13州のうちデラウェア州を除く12州で成立した。
こうしたウェブスターの活動の間に、アメリカ=イギリス間でパリ条約（1783年）が結ばれ、独立戦争は終結した。その後、制定された憲法をめぐって連邦主義をとる一派とこれに反する一派が対立すると、ウェブスターは前者の支持者としてペンをふるった。1787年10月、ウェブスターは『合衆国憲法における主要原理の考察』と題するパンフレットを「アメリカの一市民」というペンネームの元に発行した。連邦主義を擁護するメディアが限られていたこの時期、ウェブスターのパンフレットは、ニューハンプシャー州などむしろニューヨーク州外において拡散した。
1789年1月、ウェブスターは、アメリカの改革を志向する雑誌『アメリカン・マガジン』をニューヨークで創刊した。この雑誌は連邦政府を支持し、アメリカの独自性を強く打ち出したものであったが、商業的には成功せず、同年10月に廃刊となった。雑誌編集のかたわら、自身の英語論をとりまとめた『英語論集』を出版したが、これも不振に終わり、借金だけが残った。この論文集において、ウェブスターははじめて綴字改革に対する自身の立場を言明した。
『アメリカン・マガジン』廃刊の直後、ウェブスターはボストンの上流家庭の娘レベッカ・グリーンリーフと結婚したが、しかしウェブスターの収入では、レベッカとの瀟洒な生活を支えるのは困難であり、結婚当初はレベッカの兄ジェイムズの援助に頼った。ウェブスターは、レベッカの実家の助言を受け入れて法律家として生計を立てることに専念し、1790年にはハートフォードで弁護士として安定した収入を得ることができるようになっていた。

### 連邦党の代弁者として
1793年から二期目の大統領を務めることになったジョージ・ワシントンは、おおむね財務長官アレクサンダー・ハミルトンの政策を好み、国務長官トーマス・ジェファーソンの政策を退けがちであった。1793年2月、フランスがイギリスに宣戦布告すると、その対応をめぐるハミルトンとジェファーソンの対立は、ハミルトンら連邦党対ジェファーソンら民主共和党という全国的な構図に発展した。アメリカの政治の特徴である二大政党制の最初の形である。
メディアを駆使して政府批判を拡散する民主共和党に対し、連邦党を代弁する機関紙の必要を感じていたワシントンの支持者たちは、その編集者としてウェブスターに白羽の矢を立てた。自己の資金を持たないウェブスターに、ハミルトンを含む10余名の連邦党の有力者が各自150ドルを貸与した。1793年秋にニューヨークに移ったウェブスターは、直後、偶然にフランス大使「市民ジュネ」ことエドモン＝シャルル・ジュネと同宿することになる。ジュネとその随伴員たちは、ウェブスターとの会談の中でアメリカの首脳部を攻撃し、ウェブスターはこれに応戦した。この一件は、それまでフランス革命に好意的であったウェブスターに見解の転換を強いることになった。
同年12月9日、ニューヨーク初の日刊紙『アメリカン・ミネルヴァ』（のちの『コマーシャル・アドバタイザー』）の発行を開始、続いて1794年6月に準週刊紙『ヘラルド』（のちの『ニューヨーク・スペクテイター』）を創刊した。ウェブスターは連邦党の代弁者としてワシントンや第2代大統領ジョン・アダムズの政治を擁護した。特に両政権の外交方針である英仏関係に対する中立の維持を擁護し、暴走するフランス革命とその恐怖政治を批判した。そして1794年にアメリカとイギリスとの間に結ばれたジェイ条約を擁護したことで、ウェブスターは民主共和党の支持者から「軽佻浮薄の自称愛国者」「不治の狂人」「嘘八百新聞屋にして……衒学屋にして偽医師」と繰り返し糾弾されることになる。
論客としてのウェブスターのエゴが次第に肥大していったのは多くの伝記作家の指摘するところである。人々にその驕慢を忌まれ、ウェブスターは影響力を失っていった。1798年4月、『ミネルヴァ』の購読数が落ち込む中、自説が受容されないのを自覚したウェブスターはニュー・ヘイヴンへと去った。しかしこれ以後も、生涯にわたり、パンフレットの出版や新聞雑誌への寄稿を通じて政治社会への意見表明を続けた。
ウェブスターはアメリカ芸術科学アカデミーのフェローに1799年に選出されている。また普通選挙には強く反対する意見を表明していたが、選挙人によって、1800年から1807年まで断続的にコネティカット州下院議員に選ばれている。第3代大統領に民主共和党からジェファーソンが選ばれたのを境目に連邦党の勢力は衰え、その支持者であったウェブスターの国政への影響力もまた失われていった。

### 辞書編纂者として、信仰者として
1800年から私選辞書の編纂に取り組んでいたウェブスターは、1806年、『簡約英語辞典』を出版した。出版の後もウェブスターは辞書の編纂に情熱を傾け、それが1828年の『アメリカ語辞典』として結実する。（→辞典）
1808年、家族の誘いによって第二次大覚醒運動の集会に参加したノア・ウェブスターは、これに大きな衝撃を受け、最終的にカルヴァン主義正統派に転向した。これ以降、宗教的な思索がウェブスターの活動において重要な一部となる。（→信仰）

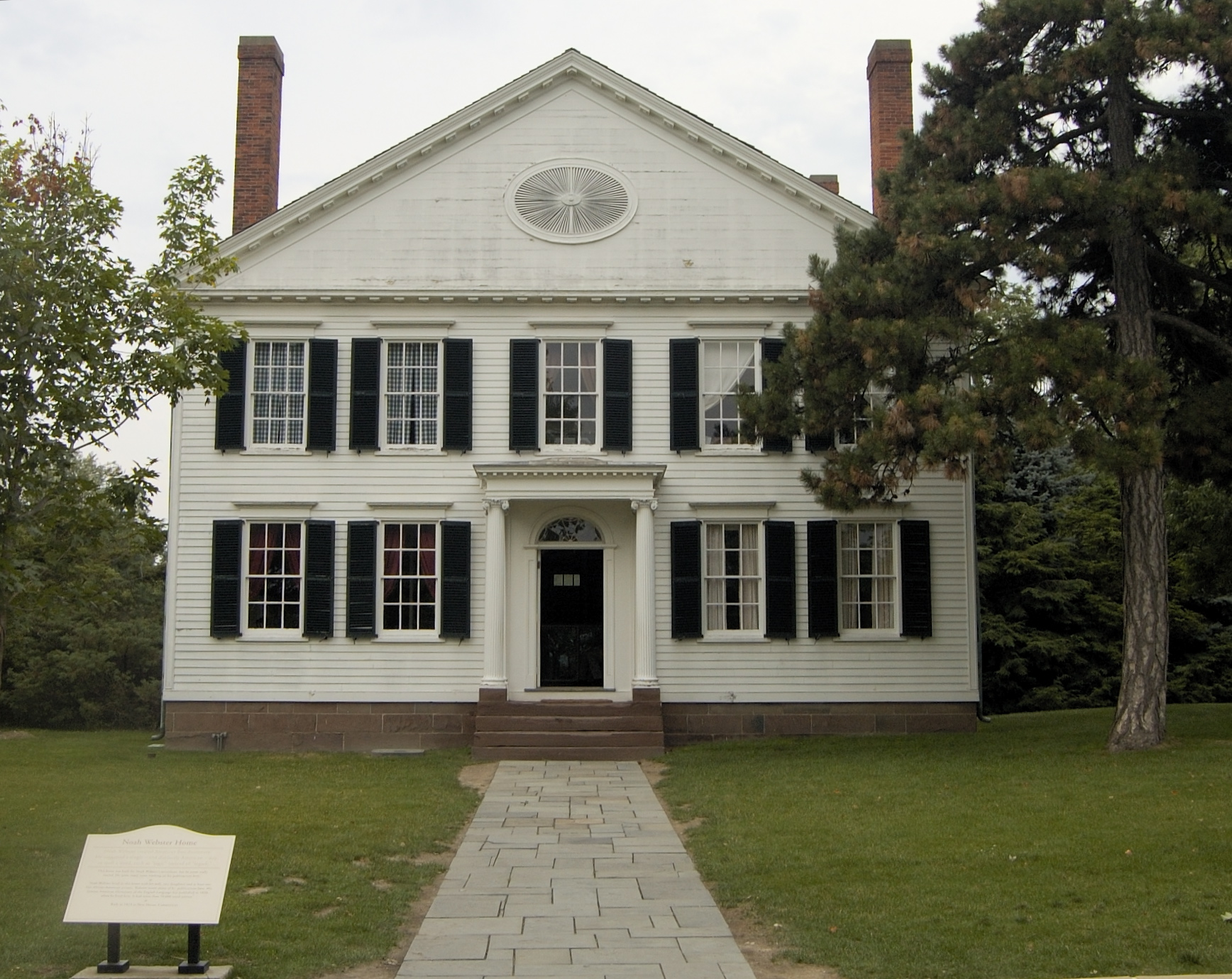
ウェブスターのニューヘイブンにおける住居。ここで『アメリカ語辞典』を執筆した。現在はヘンリー・フォード博物館のグリーンフィールド・ヴィレッジに移設されている。

『ブルーバックド・スペラー』の印税収入は相当な額に達していたが、辞書編纂のための高額な資料の購入費用などそれを上回る支出があり、ウェブスターの家計は安定したものではなかった。1812年、生活費を抑えるためにマサチューセッツ州アマーストに移る。ここではアマースト・カレッジの設立に協力した。
1822年にニューヘイヴンに戻り、翌年、イェール・カレッジから名誉学士号を授与される。ウェブスターはニューヘイヴンで辞書の執筆に専念したが、やがて外国に所在する文献の調査の必要に迫られたウェブスターは、1824年、ヨーロッパへ渡航した。パリに6週間滞在したのちイギリスのケンブリッジに向かい、ここで1825年1月、辞書を脱稿した。
1827年にアメリカ哲学協会のメンバーに選ばれ、その翌年、『アメリカ語辞典』を出版した。その後、辞書の改訂作業を進めるかたわら聖書の改訂をも試み、1833年に『コモン・バージョン』と題して出版した。
1843年5月24日、ノア・ウェブスターはニューヘイヴンの自宅で倒れた。雪の中を外出し、それが原因となって肺炎をこじらせたものと医者は診断した。そのまま快復せず、28日に家族に見守れられながら没した。その最後の言葉は「私は神の御こころに完全に従うものです」だったという。グローヴ・ストリート墓地に埋葬された。

## 教科書『英語文法の原理』
ウェブスターは教師時代の1783年から1785年にかけ、3冊からなる英語の教科書『英語文法の原理』を出版した。これは綴字法を教えるスペラー（1783年出版）、文法を教えるグラマー（1784年出版）、読解を教えるリーダー（1785年出版）の三部構成となっている。このうちスペラーを、青い表紙で装丁されていたことから『ブルーバックド・スペラー』と呼びならす。
当時のアメリカの植民地人には英語を第一言語としない者も多く、英語を用いる場合でも、スペリングや発音、語法にかなりの差異があったため、ウェブスターはこれの標準化を期した。しかしそれを果たす役割をになうべき初等学校の状態を、ウェブスターは自身の生徒としての実体験から好ましくない状態にあると考え、その改革を急務と判断していた。建物は破損しており、学校の教師は職にあぶれた取るに足りない男女の仕事であり、まともな教科書もなかった。ことに英語の教科書については、大人になったウェブスターが教鞭をとるようになってからも、イギリス人であるトマス・ディルワースによる教科書が圧倒的なシェアを有していた。
理想郷としてのアメリカを現実のものとするために、ウェブスターはイギリスから文化的に独立することの必要を感じていた。そこで英語教育をどう改善するかという点について、ウェブスターがもっとも重視したのは「我らの生来の言葉」を英語の文法と発音をとりまく「衒学趣味の詭弁」から救い出すことだった。ウェブスターは英語の現状について、イギリスの上流階級が彼ら独自の基準によってスペリングと発音を定めた、退廃した状態にあるという不満を抱いていた。
この教科書でウェブスターが打ち出した、国民の言語の特性をもって国の形を整えるという理念は、ドイツの言語学者ヨハン・ダーフィット・ミヒャエリスに影響を受けている。ミヒャエリスは、ピエール＝ルイ・モーペルテュイ、ヨハン・ヘルダーらとともに、ドイツの国民性の統一に言語の果たすべき役割を強調した。アメリカ人をアメリカ人として教育しなければならないという命題に対し、ミヒャエリスに強く惹かれたウェブスターが出した答えが、言語教育に用いる教科書の整備だった。

### スペラー
スペラーはウェブスターの生涯の間に少なくとも404版を重ね、題名は1787年に『アメリカ綴字教本』へ、さらに1829年には『エレメンタリー綴字教本』へと変更されている。総発行部数は一億部を下らないと見積もられており、聖書をのぞけば、18世紀から19世紀のアメリカにおいてもっとも読まれた本だったと考えられている。ウェブスターの教科書が与えた影響の大きさから、ウェブスターは「アメリカの学校長」と呼ばれるようになった。
教科書として生徒への教えやすさを配慮し、学齢に応じて学習内容が進行するように調整されている。ウェブスターは、自分自身の教師としての経験から、スペラーは簡潔であるべきであり、単語が秩序だって提示され、スペリングと発音の規則性が示されるべきであると考えた。生徒がもっとも迅速に学習するためには、複合的な問題を個々の問題に分解し、各生徒が一つの問題をマスターする都度次の問題に取り掛かれるようにするべきであるという信念を持っていた。この点、ウェブスターには現代でいうジャン・ピアジェの認知発達論に通じる先見性があった。ウェブスターは、児童は順を追って学習を重ねることによって、より一層複雑かつ抽象的な課程に習熟していくものであると述べ、この理論に基づき、スペラーの構成にあたってまずアルファベットからはじめ、次に母音と子音の音の種類、次に音節、次に単純な単語、次に複雑な単語、そして文章へと、系統的に移行するようにした。
たとえば、先行するトマス・ディルワースによる教科書『英語の新しい手引書』は、単語を頭文字別・文字数別にグループ分けし、「age, all, ape, are」「babe, beef, best, bold」といった具合に提示しているが、ウェブスターは音韻別にグループ分けし、Lesson I では「bug, dug, hug, lug, mug, tug」を教え、Lesson XII ではスペリングの不規則性を回収しつつ「be, pea, sea, tea, flea, key」を教示している。
また、課目に対する教師の理解を深めて教育の効果を高めるのを目的とし、教師を対象する指導要綱を掲載したはじめての教科書でもあった。

子音 c が k と同様の硬音となるのは、a, o, u, l, r の前に置かれているときと、単語の最後に置かれているときである。cat, cord, cup, cloth, crop, public などがある。しかし常に s と同様の軟音になるのは e, i, y の前に置かれているときである。cellar, civil, cypress などがある。
g が常に硬音となるのは gat, got, gum のように a, o, u の前に置かれているときである。
—ノア・ウェブスター、『英語文法の原理 第一部』、
この教科書の序文において、ウェブスターは英語の文法の学習に先行してラテン語・ギリシャ語を学ばなければならないという考え方を却下し、口語の用法にもとづく実例主義をとった。文法とは用法を観察した結果を「こうである」と述べるものであって、「こうあるべきである」と述べるものではないというウェブスターの考え方は、18世紀後半においては珍しいものだった。ウェブスターは共和という政体にあってその立法に国民の主権が採られるのならば、それに伴い、言語には国民の語法が採られなければならないと論じた。
こうしてアメリカの独自性を力強く主張する一方で、スペリングの範としてサミュエル・ジョンソンの辞典をとったと書いている。実際、初版のスペラーにおける綴字改定はおとなしいものだった。たとえば、ウェブスターによるスペリングの改定の事跡として後々まで影響を与えている「colour」の「u」の省略は、この版では導入されていない。時代が下るにつれ、ウェブスターはスペリングをより発音に即した形に変更していった。ウェブスターが選んだスペリングとして「defense」「color」「traveler」の他、「center」のような「re」を「er」に変えるものがある。他にもウェブスターは「tongue」を古いスペリングである「tung」に変えたが、しかしこれは普及しなかった。
スペラーには読み上げや書き取りの練習用の例文が大量に掲載されている。この例文を分析することで、ウェブスターの教科書が広く用いられたアメリカの初等教育がどのようなものであったか考察することが可能である。先行する教科書『ニューイングランド・プリマー』と比べたとき、ウェブスターのスペラーはキリスト教的道徳を説く文章が少なく、社会や共同体にかかる共和国としての規範について触れるものが多い。ここにアメリカの教科書における公民科の萌芽を見ることができる。アメリカの地名をふんだんに盛りこんだことは、郷土の地理と歴史への理解を深めた。他面、経済について触れたものは少なく、この点から、アメリカの初等教育において経済観念の育成がないがしろにされたという見方をすることもできる。

### グラマー
グラマーである第二部の序文においてもウェブスターはスペラーで示した方針を強調し、ラテン語を文法の基礎に置くことを否定した。しかしその本文においてアメリカの口語にもとづいた新しい文法は提起されておらず、むしろ旧守な面が見られる。たとえば、ウェブスターは「you was」を you が個人であるかぎり正しいとし、「what is the news」を正しくないとした。
グラマーが18世紀の権威であるロバート・ロウスの A Short Introduction to Grammar を下敷きにして書かれていることは、ウェブスター自身も公言している。しかし1878年にホーン・トゥックが The Diversions of Purley を出版して英語の起源をラテン語でなくアングロ・サクソン語に求めるべきであることを主張すると、ウェブスターはその正しさを信じ、ロウスを否定するようになった。
結局のところ、ウェブスターのグラマーはスペラーと違って普及せず、1800年ごろにはほとんど見られなくなった。グラマーの市場は、1795年にリンドレー・マレーが編纂した English Grammar, Adapted to the Different Classes of Learners が独占することになった。

### リーダー
リーダーである第三部は、精神を高めると同時に「美徳と愛国心の原理を広める」ようにデザインされた。ウェブスターはプルタルコス、シェイクスピア、スウィフト、アディソンといった一般的な題材の他に、ジョエル・バーロウの『コロンブスの幻想』、ティモシー・ドワイトの『カナンの征服』、ジョン・トランブルの詩作『マクフィンガル』といったイェールの知己でもあるアメリカの書き手も採用し、その普及において影響力を発揮した。トマス・ペインが耐えがたき諸法について述べた『危機』誌掲載の論説や、トマス・デイが独立宣言を下敷きに奴隷制廃止を訴えた論説といった、政治的な文章も取り上げている。

題材の選択に当たって、私はアメリカの政治的利益について無関心ではありませんでした。議会での卓抜した演説を多少採用していますが、最新の革命に際して書かれたこれらの文章は、自由と愛国心とにまつわる、気高く、公正で、かつ独立心ある気概が内在しています。私は、これらの精神が来る世代の胸におさまるのを期待してやまないのです。
—ノア・ウェブスター、『英語文法の原理 第三部』、p. 5、
この方針は、後に一億二千万部を売り上げたリーダーのベストセラー、ウィリアム・マクガフィーの『精選読本』全四巻（1836年 - 1837年）に継承されることになる。

## 辞典

### 出版
ウェブスターは1800年ころから辞書編纂事業に取り掛かり、その方針を新聞などに発表した。これに対して多方面から批判が浴びせられたが、批判の要因としてウェブスターの政治的思想と言語学的思想の矛盾を挙げることができる。文化的保守派に属する連邦党支持者は辞書の編纂方針が包摂的にすぎ、低俗であるとみなした。他方、反権威主義的傾向を持つ民主共和党支持者は、編纂が旧敵である連邦主義者によるものだからという理由で攻撃した。
1806年出版の『簡約英語辞典』はウェブスターが出版した最初の辞書で、約4万語を収録した。この辞書においてウェブスターは、自身のアングロ・サクソン語の研究に基づいてサミュエル・ジョンソンの辞典を批判し、綴り字改革を押し進めた。この辞書に対する市場の反応は冷ややかで、初版7,000部を売り切ることはできなかった。

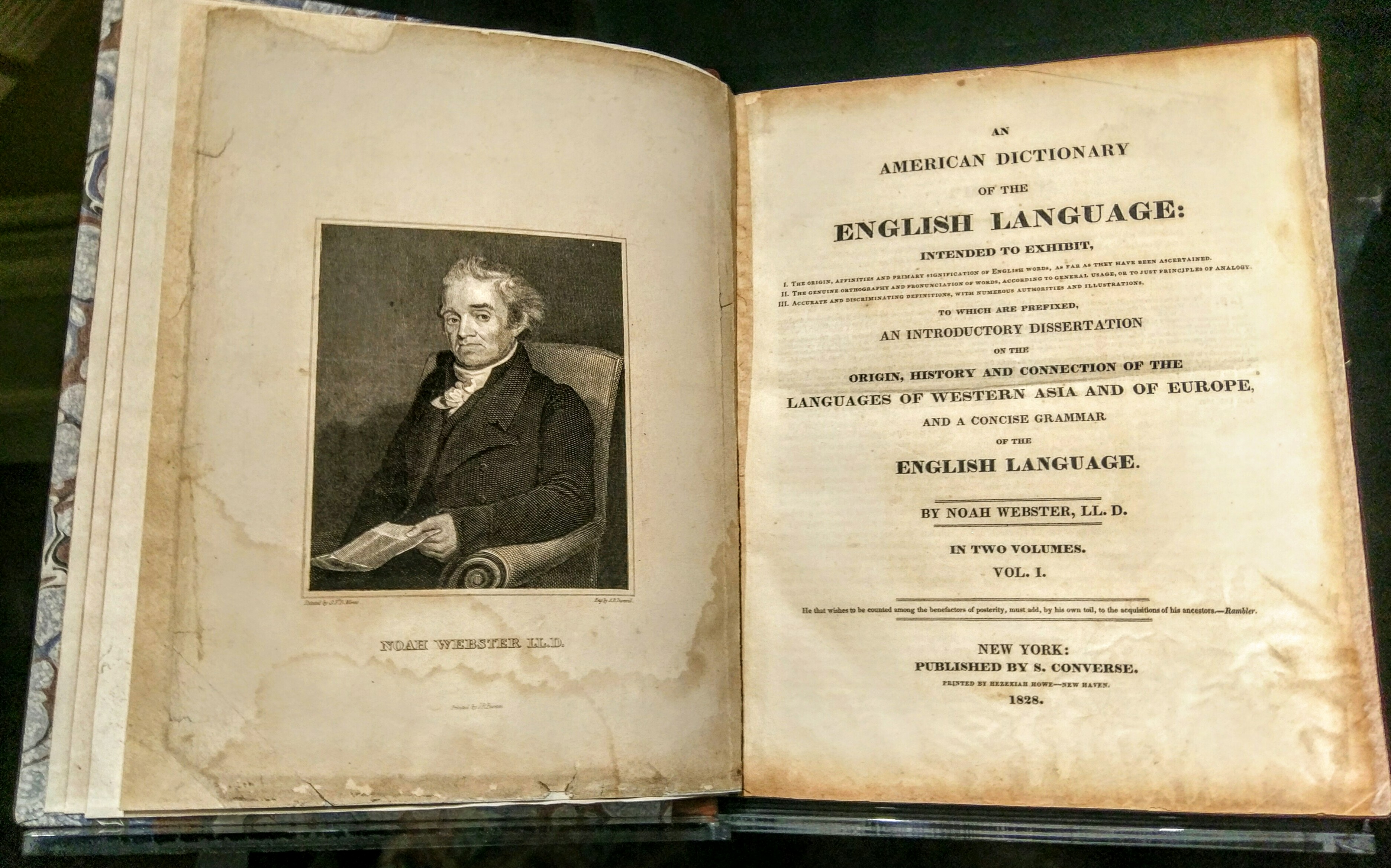
American Dictionary of the English Language（1828年版）の扉ページ。

翌1807年から、ウェブスターはこれを拡充した包括的な辞書の編纂を開始し、20年の歳月を費やして完成させた。1828年に『アメリカ語辞典』と題してシャーマン・コンヴァースから出版された二分冊のこの辞書には、約7万3千語が収録されている。アメリカで2,500部が発行されたのに続き、イギリスで3,000部が発行され、むしろ、イギリスで好意的に受け入れられた。
売れ行きの不振を価格の問題と見たウェブスターは、サイズやページ数を抑えた廉価版を企画し、出版をコンヴァースに提案した。これに商機を見たコンヴァースはジョセフ・ウースターを雇って編纂させ、1829年に『簡略版 アメリカ語辞典』と題して出版した。原版が絶版になったのに対し、この版は再版を重ねて商業的に成功した。コンヴァースが事業から撤退したのち、版権を次女フランシスの配偶者チョーンシー・グッドリッチが取得し、ウェブスターは遺産分配の際、この版権収入を理由としてフランシスを動産分配の対象から外している。
1841年、『アメリカ語辞典』のいわゆる「第二版」が出版された。『簡略版』と同じサイズに小型化しているが、内容は初版を増補・訂正するものであり、同じく二巻構成となった。アメリカの英語はイギリスの英語から訣別すべきというウェブスターの思想は、このときまでに大幅に後退していた。ウェブスターはこの辞書を一セット皮革装丁し、外交官アンドリュー・スティーヴンソンを通じてヴィクトリア女王に献上した。メルバーン卿からのスティーヴンソンへの返信には、この辞書の進呈に感謝し、辞書の成果を高く評価する旨ウェブスターに伝えるようにというヴィクトリア女王からの言葉があったことが記されている。
ウェブスターの辞典が普及し始めるのは、ウェブスターの死後、ジョージ・アンド・チャールズ・メリアム社が諸権利と第二版の在庫を買い取った1843年以降である。メリアム社はグッドリッチを起用し、辞典の改訂を行った。権利関係から言えば、ウェブスターの名を冠する辞書のうち、こんにちのメリアム＝ウェブスター社の名の下に出版されたものが正統の後継作とみなされる。改訂と再編が繰り返される『ウェブスター辞典』はアメリカ文化の一部分となって根付き、19世紀半ばにはすでに「ウェブスター」が「辞書」と同義になっていた。

### 編纂方針
綴り字改革運動家として、ウェブスターは発音に即したスペリングを好んで採用した。こんにちのアメリカ英語とイギリス英語のスペリングの違いの特徴的な部分はノア・ウェブスターによって発案されたという考えが広く見受けられるが、実のところこれは必ずしも正しくない。ウェブスターは既存の異なるスペリングを簡明性・統一性・語源の観点から採用したにすぎず、影響力を発揮したのはその普及においてである。たとえば、「centre」のような語の「re」を「er」としたのは、ポープやミルトンに先例を見つけることができる。
『簡約英語辞典』には「President」「New York」「chowder」「skunk」などといった、アメリカに固有の単語が収録されている。この方針は『アメリカ語辞典』にも引き継がれた。
『アメリカ語辞典』の編纂にあたって、ウェブスターは語源解説の充実を重要視し、その調査のためにサンスクリット語を含み20言語を学習した。このウェブスターの語源探求には信仰への傾倒があらわれている。ウェブスターはあらゆる言語のルーツを聖書におけるノアの三人の息子であるセム、ヤフェテ、ハムに求めて三系統とし、そして三系統の根源はカルデアに至ると主張した。しかしウェブスターのアプローチは今日では否定されており、『辞典』で採用された語源の少なからずは創作めいた独自研究であるとみなされている。ウェブスターが記述した問題ある語源解説は、1864年という『ウェブスター辞典』の改訂の歴史の中では比較的に早い段階で除去された。

## 思想
ノア・ウェブスターの思想は生涯を通して必ずしも一貫しておらず、自身、「私は生涯にわたって自分の意見を変えてまいりました」と後年になって述べている。
ウェブスターは、当初、連邦主義を奉じる革命擁護の独立主義者であった。しかしそのバックボーンは、モンテスキューやリチャード・プライス、ルソーといった、旧大陸のラディカルな思想家たちの影響の下にあった。この、ある種の混線と矛盾とが、ウェブスターに対する理解を複雑にした。ウェブスターは独立初期のアメリカをこれらのラディカルな思想が実践の段階に入った新世界と捕え、これを維持発展させるための国家像として、強力な中央政府によって統合され、旧世界から文化的に独立した理想郷アメリカを描いた。
その理想郷の建設にあたってウェブスターは言語面での独立を特に重視し、アメリカ英語をアメリカ人のルーツとして誇りうるものにするという、ウェブスター曰く「連邦言語」プロジェクトに尽力した。教科書と辞書はこのプロジェクトを推進する装置として機能した。言語を起点としてアメリカの文化的な独立を目指したウェブスターの試みは、ラルフ・エマーソンが叫んだ「知的独立宣言」を50年先駆けた挑戦だったととらえることもできる。
自由と権利の拡大を基調とするウェブスターの革命主義に転換を強いたのはフランス革命だった。自由と権利を唱えたフランスに、ギロチンが象徴する恐怖政治体制が出現したのを目の当たりにしたウェブスターは、その要因を分析し、王という権威を排したことが根源であるという結論に達した。フランスの無法がアメリカの社会に波及するのを防ぐためには、人々の悪性を、権威によって抑圧する必要があると考えるようになった。
以後のウェブスターは、自由や平等の絶対的価値を懐疑し、当時の文脈での民主主義に抵抗する者として、権威主義・エリート主義への偏りを強めていった。1808年に宗教的な転向を行ったことで、宗教的規範を強調する姿勢も強くなった。『アメリカ語辞典』には、人間の感情と個人主義とに対する社会的抑圧の必要性や、権威への帰順、神への恐れといった美徳の重要性を説き、それらがアメリカの社会的秩序を維持するのに必要であるという訴えを見ることができる。楽観的革命主義者として世に出たノア・ウェブスターは、1820年代までには、厭世的批判家に変じていた。

### 信仰
ウェブスターの前半生はどちらかといえば自由思想主義者の立場にあり、良く言ってもふつうのキリスト教者だった。やがて1808年にカルヴァン主義正統派に転向して以後、幅広い分野でキリスト教的価値観のフィルターを介して思考するようになった。国家の礎としてのキリスト教の必要性を説くようになり、言語や教育についても聖書へ大きく依存するようになる。1828年の『辞典』初版には信仰に関連する言及が数多く存在するが、たとえば「love」の動詞用法の解説の後半は、辞書の役割を大きく逸脱している。

LOVE【他動詞】...
1 ... キリスト者は、聖書を愛する……つまりわれわれは、自分たちに歓びを与えてくれるものを愛するのだ。……そしてわれわれの心が正しければ、何ものにもまして神を愛するのだ。いい換えれば、キリスト者は神を、神の属性なる心に適う愛、神の王国に役に立とうとする博愛、神から受けた恩寵に対する感謝の愛をもって愛するのである。
—ノア・ウェブスター編、瀧田佳子訳、『アメリカ語辞典』（1928年）

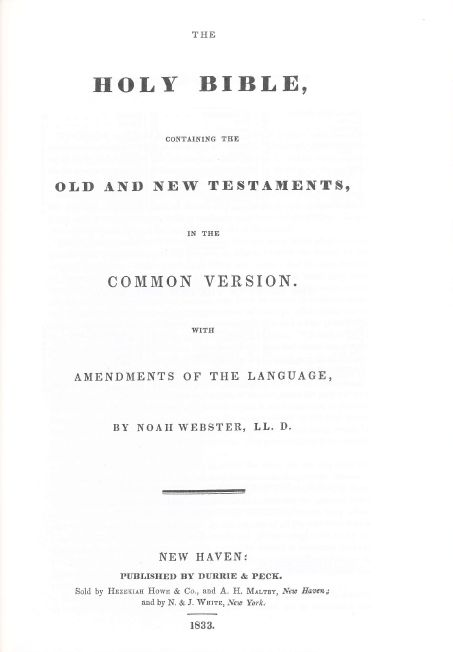
『コモン・バージョン』の扉ページ。

1833年、ウェブスターは『コモン・バージョン』と題した聖書の改訂版を出版した。これは『ジェイムズ王訳聖書』（1611年）をベースにした改版であるが、ウェブスターは欽定訳の簡明さ尊重し、理由なく手を加えようとはしなかった。ヘブライ語版やギリシャ語版を筆頭とする様々な版と解説を参照しながら、古い言葉を当代の言葉に改め、文法的な手直し――たとえば「its」のうち指示内容から「his」が適切であるようなところ――を加え、「Would God」「Would to God」のうち原典に神の名がないところは「O」に改めた。
また、繰り返し読み唱える文章として野卑で不適切とみなした表現を改めた点については、検閲の性格を有するものだった。「乳首」を「胸」に修正し、「糞」「小便」を改めた。性的な事柄は徹底的に修正され、男性器への言及は消え、「姦淫」は「みだらな行為」「はしたない行為」に、「売春婦」はすべて削除された。
ウェブスターはこの聖書の出版こそが自身のもっとも重要な業績と考えていた。だれよりも早くアメリカ人のための教科書を書き上げ、だれよりも早くアメリカ人のための辞書を編み上げたウェブスターにとって、アメリカ人のための聖書を整えることはその事業の集大成であった。しかしながら『コモン・バージョン』はまったく普及せず、アメリカで出版された聖書としては稀覯書の類となっている。
1834年、Value of the Bible and Excellence of the Christian Religion を出版、これは聖書とキリスト教の教義を擁護する弁証学書であり、家庭や教育機関に置かれることを目的とした。ウェブスターはこの書において、立法者をその党派性によって選ぶことの危険を警告し、政府にせよ法にせよ、正しさから乖離してはならないと述べている。そしてその正しさの基準として、神の法と聖書を全面的に支持した。

### 奴隷制

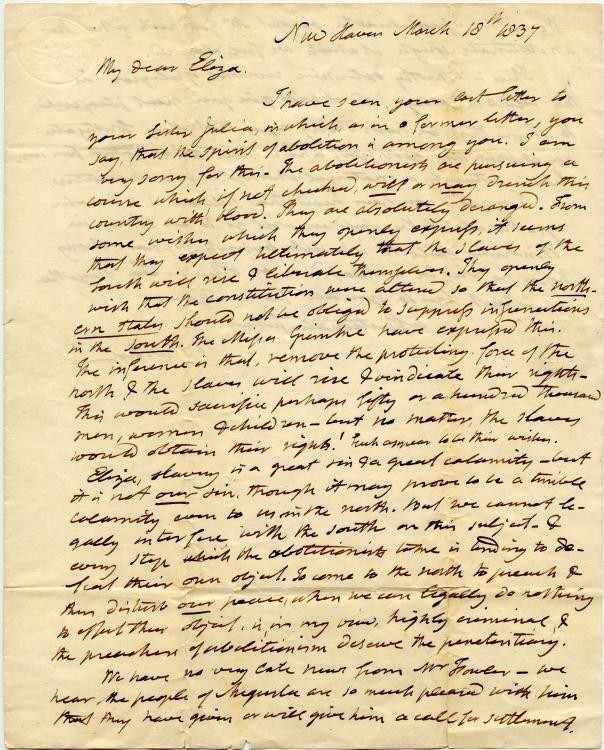
1837年に五女エリザにあてた手紙。急進的な奴隷制廃止運動の危険性を警告している。

ノア・ウェブスターが『アメリカン・マガジン』に掲載した自作詩「黒人のなげき」は、奴隷制と正面から対決するものだった。ウェブスターは、道徳的な面からも経済的な面からも奴隷制度は廃止されなければならないと考え、各地の反奴隷制度団体を支援し、また、言論をもって奴隷制度の廃止を訴えた。
現実の問題として、即座の奴隷解放の困難さをウェブスターは認識していた。ウェブスターが提示した解決策は、黒人たちに漸次に土地を与えて小作農化し、奴隷主の立場を地主へと変え、地位的・経済的なバランスを是正していくという、100年単位のプランだった。

### 著作権
ウェブスターは1780年代における初期の著作権法の成立に向けて各州でロビー活動を行ったが、これは誕生したばかりの国家に独立独歩の国家体制を与えることを期待してのものだった。ウェブスター個人に関して言えば、『英語文法の原理』によって得るべき利益を確保するためのものだった。このときの著作権の保護期間は、著作権の登録後14年、著者本人が更新の手続きをとることで追加の14年を得て最長で計28年とされていた。
1831年の著作権法改正は、ウェブスターの長女エミリーの配偶者であり当時の国会議員だったウィリアム・エルスワースが主導し、ウェブスター本人がワシントンD.C.に出向いて公聴会で意見を述べるなどの強力なロビー活動によって成立したものである。すでに高齢であったウェブスターは、著作権の保護期間を延長することで妻子に恩恵にもたらそうとし、その思惑がこの改正法に色濃く反映された。この改正により、保護期間は発行後28年と更新による追加14年の計42年となった。また、更新の権利は本人だけでなく、遺族にも認められることになった。しかし、法改正前に発表された作品の扱いを定めた第16条には、ウェブスターの思惑からすれば欠陥があった。この条項は、改正前に発表された作品について、改正法施行時に著者が死亡していた場合は遺族が著作権更新の権利を有すると定めていたが、著者が生存していた場合の規定の中に著者自身による更新を認める文言がなかったのである。このため、発行後28年経った1804年版『アメリカ綴字教本』の権利をウェブスターが更新をしようとしたところ、ウェブスター本人による更新手続きが認められず、結果、この『アメリカ綴字教本』は法改正による保護期間延長の恩恵を受けることなく1832年に保護期間を満了している。
また、この改正法によって著作権登録時の日時の記載様式が変更された。1828年の『アメリカ語辞典』を例にとるとその様式は「アメリカ合衆国独立紀52年4月14日」だったが、これが西暦形式に改められた。これもまたウェブスターがかねてから望んだもので、1804年に『綴字教本』の著作権を更新しようとしたときに年次の記載を間違ったことから発したトラブルの経験と、後半生における宗教観の変化とに理由があった。

## 家族

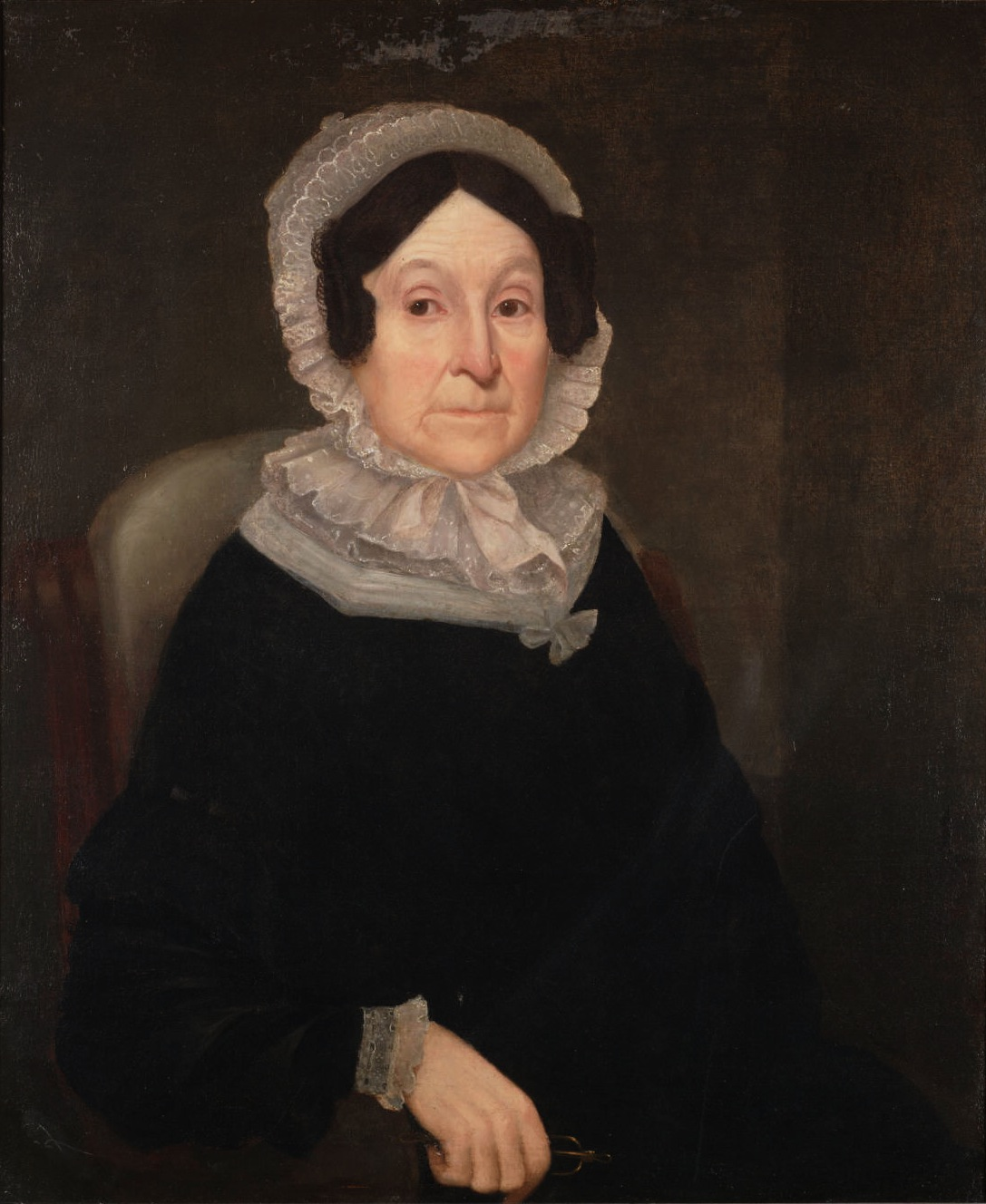
妻レベッカ・グリーンリーフ・ウェブスター像（1840年頃、ジャレッド・ブラッドリー・フラッグ画）

ノア・ウェブスター・ジュニアの父、ノア・ウェブスター・シニア（1722年 - 1813年）はコネチカット植民地総督ジョン・ウェブスターの子孫であり、母マーシー・スティール・ウェブスター（1727年 - 1794年）はプリマス植民地総督ウィリアム・ブラッドフォードの子孫にあたる。二人には5人の子があり、順に長女マーシー（1749年 - 1820年）、長男エイブラハム（1751年 - 1831年）、次女ジェルーシャ（1756年 – 1831年）、次男ノア、三男チャールズ（1762年生、幼没）。ノアを含め、兄弟姉妹の名前はキリスト教と関連するものである。
信仰心に篤いウェブスター家の雰囲気に、ノア・ジュニアがなじんでいたとはみなしがたい。伝記作家ミクルスウェイトは、ノア・ジュニアが自身の名を嫌い、孫たちへの継承を認めず、終生にわたりほとんどの場面で N. と省略して署名したのは、生家に何事か思うところがあったのではないかとほのめかしている。
ノア・ウェブスター・ジュニアはレベッカ・グリーンリーフ（1766年 – 1847年）と1789年10月26日にニューヨーク州ボストンで結婚した。二人の間には8人の子がある:
- エミリー・ショルテン（1790年 - 1861年）。後のコネチカット州知事ウィリアム・W・エルスワースと結婚[160]。ウィリアム・エルスワースは最終的にウェブスターの遺書の執行者となった二人のうち一人[161]。
- フランシス・ジュリアナ（1793年 – 1869年）。チョーンシー・アレン・グッドリッチと結婚[161]。チョーンシー・グッドリッチはウェブスターの生前からその辞書編纂にかかわり、死後はメリアム＝ウェブスターの雇用の下に辞書の改訂にあたった[161]。
- ハリエット（1797年 – 1844年）。ウィリアム・チョーンシー・ファウラーと結婚。
  - ハリエットの長女エミリー・エルスワースをノア・ウェブスターは溺愛した[162]。エミリーはアマースト・アカデミーにおける詩人エミリー・ディキンソンの学友であり、自身も詩作をよくした[163]。のちに祖父の手稿などを整理した[164]。
- メアリー（1799年 – 1819年)。博士ロバート・サウスゲートとその妻メアリー・キングの子ホレイショ・サウスゲート（1781年-1864年）と結婚。早逝したメアリーの同名の子に対して、ウェブスターは実子と同等の扱いで遺産を分配した[165]。
- ウィリアム・グリーンリーフ（1801年 – 1869年）。事実上唯一の男児。『辞典』の編纂の助手を務め、ウェブスターのヨーロッパ遊学にも同行した。
- エリザ・スティール（1803年 – 1888年）。牧師ヘンリー・ジョーンズ（1801年-1878年）と結婚。
- ヘンリー・ブラッドフォード（1806年 – 1807年）。幼没。
- ルイーザ・グリーンリーフ（1808年 - 1874年）。精神的な問題から終生家族の扶養の下にあった[166][161]。

### 原語表記
1. ↑  New York Packet
2. ↑  A Grammatical Institute of the English Language; 訳題は (リチャード・M・ロリンズ 1983, p. 69)
3. ↑  Blue-backed Speller
4. ↑  An Examination into the Leading Principles of the Federal Constitution Proposed by the Late Convention Held at Philadelphia; 訳題は (早川勇, p. 32)
5. ↑  The American Magazine
6. ↑  Dissertations on the English Language: with Notes Historical and Critical; 訳題は (リチャード・M・ロリンズ 1983, p. 114)
7. ↑  American Minerva
8. ↑  The Herald, a Gazette for the Country
9. ↑  A Compendious Dictionary of the English Language; 訳題は (早川勇, pp. 41–42)
10. ↑  American Dictionary of the English Language; 訳題は (リチャード・M・ロリンズ 1983, p. 218)
11. ↑  The Common Version
12. ↑  The American Spelling Book; 訳題は (早川勇, pp. 35)
13. ↑  The Elementary Spelling Book; 訳題は (早川勇, pp. 35)
14. ↑  schoolmaster of America (Rollins 1980, p. 48)(Moss 1984, p. 24)
15. ↑  A New Guide to the English Tongue; 訳題は (肥後本芳男 1994, p. 18)
16. ↑  The New England Primer
17. ↑  Vision of Columbus; 訳題は (サムエル・モリソン 1997, pp. 110–111)
18. ↑  The Conquest of Canaan; 訳題は (リチャード・M・ロリンズ 1983, p. 92)
19. ↑  M'Fingal; 訳題は (サムエル・モリソン 1997, p. 111)
20. ↑  The Crisis; 訳題は (リチャード・M・ロリンズ 1983, p. 73)
21. ↑  The Eclectic Readers; 訳題は (藤本茂生「『精選マクガフィー読本』にみる19世紀アメリカの学校教育の歴史」『アメリカ研究』第29号、1995年、59頁、doi:10.11380/americanreview1967.1995.59。)
22. ↑  Righteousness
23. ↑  The Negroes' Complaint; 訳題は (リチャード・M・ロリンズ 1983, p. 127)